# Daisen
Pour les articles homonymes, voir Daisen.
Le Daisen (大山) est un volcan du Japon situé dans la préfecture de Tottori, dans la région du Chūgoku. Il fait partie des 100 montagnes célèbres du Japon.

## Dans la culture

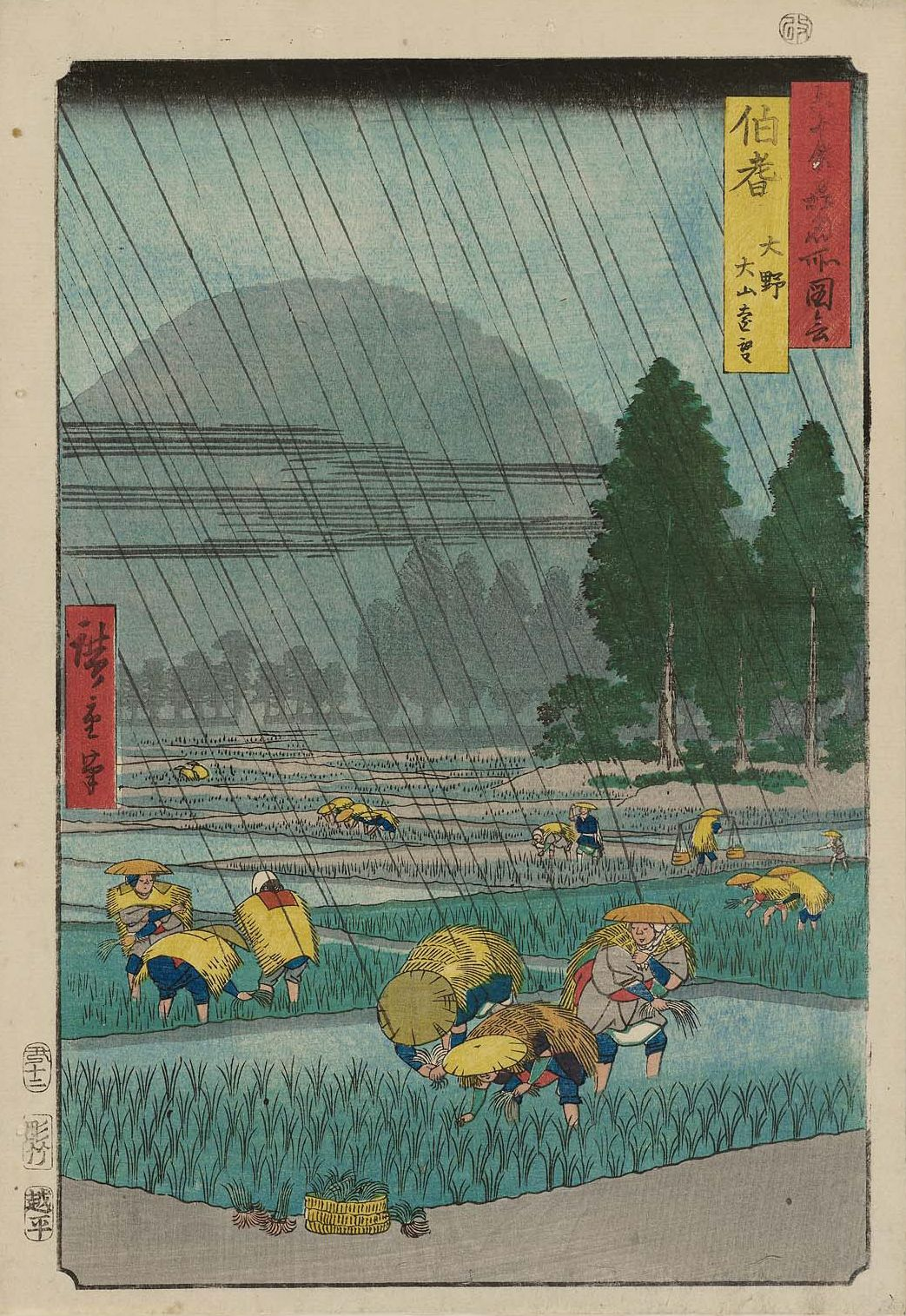
Estampe d'Hiroshige montrant le Daisen.

Le Daisen a été immortalisé au milieu du XIXe siècle par le peintre Utagawa Hiroshige dans sa série d'estampes Vues des sites célèbres des soixante et quelques provinces du Japon.